# Argomuellera pierlotiana
Argomuellera pierlotiana là một loài thực vật có hoa trong họ Đại kích. Loài này được J.Léonard mô tả khoa học đầu tiên năm 1996.